# روبرت ر. بليك
روبرت ر. بليك (بالإنجليزية: Robert R. Blake)‏ هو عالم نفس واقتصادي أمريكي، ولد في 21 يناير 1918 في بروكلين في الولايات المتحدة، وتوفي في 20 يونيو 2004 في أوستن في الولايات المتحدة.